# Tapejara (Rio Grande do Sul)
Tapejara é um município do estado do Rio Grande do Sul, no Brasil; localizada na microrregião geográfica de Passo Fundo.

## Topônimo
Tapejara é um nome proveniente da língua guarani. Significa "senhor dos caminhos", através da junção de tape (caminho) e jará (senhor).

## História
Em 1688, índios Coroados já habitavam a área da atual cidade de Tapejara. Seus descendentes mais remotos se encontram atualmente nas reservas do Rio Ligeiro, no município de Charrua e na Reserva do Carreteiro no Município de Água Santa. No inicio do século XIX, a região passou a ser povoada por índios Tapes e Kaingangs que moravam em ocas, e tiravam do solo, caça e pesca produtos para sua subsistência.
A povoação do município deu-se, evidentemente, com a povoação do Rio Grande do Sul, porém foram inicialmente os imigrantes italianos que emigraram para a região de Tapejara.
Algum tempo depois, com a Revolução Federalista de 1893, que teve grande ênfase nessa região e a construção da estrada de ferro, iniciava-se um pequeno povoado chamado de Núcleo Alto Rio do Peixe. Estas terras eram do governo, porém, com a colonização, o Presidente do Estado, Dr. Antônio Augusto de Medeiros, legalizou uma área de 1.714.057m², entre os rios Ligeiro e Carreteiro, consagrando-a Antônio dos Santos Bonetes.
O núcleo chamado de sede Teixeira surgiria, em seguida, através da aquisição de três glebas de terra por Manoel Amâncio Teixeira e Julião Luiz Almeida, vendidas por Antônio dos Santos Bonetes e sua mulher, Serafina Garcia Vieira. Os dois compradores formularam um plano de loteamento, que em três etapas, 1915, 1917 e 1920, compunha o núcleo chamado Sede Teixeira. As terras foram divididas em lotes urbanos e chácaras.
Com isso a Sede Teixeira se torna a 11ª Seção do Distrito de Coxilha, município de Passo Fundo. Em 1922, a Sede Teixeira passou a pertencer ao distrito de 7 de Setembro (atual município de Charrua), também pertencente a Passo Fundo. Em 1929, a Sede Teixeira foi transformada em 14º Distrito de Passo Fundo.
Mais foi em 1940, que ocorreu a alteração de nome para Tapejara, seguindo a denominação que os índios davam ao Rio Carreteiro, desta forma “tape” que quer dizer “Caminho” e “jará” que quer dizer “Senhor”, torna-se o nome que em Tupi-guarani significa Senhor dos Caminhos. Este rio era chamado Carreteiro, devido aos Carroceiros que faziam o transporte dos produtos entre Sede Teixeira e Passo Fundo. Essas viagens duravam de três a quatro dias com tempo bom, e era o único meio de transporte existente na época.
A cultura do povo tapejarense é formada por três principais etnias: europeus (principalmente italianos e alemães), africanos e indígenas (ou povos pós-Colombianos).
Com o crescimento de Vila Tapejara deu impulso ao movimento emancipacionista, liderado pelo vigário paroquial Padre Raimundo Damin, mais tarde titulado “Patrono do Município”. Porém a força para o movimento surge do deputado estadual Dr. Victor Graeff, que orientou o grupo e a documentação exigida na época. Em 10 de julho de 1955 realizou-se o plebiscito, que deu vitória a causa emancipacionista. Em 09 de agosto de 1955 foi assinada, pelo então governador Ildo Meneghetti a Lei estadual nº 2.667, que criou oficialmente o município de Tapejara.
Os números apontam que Tapejara tem um crescimento maior que a média Nacional, conhecida como Terra do Empreendedorismo e de acordo com dados da Secretaria Municipal da Fazenda, conta com 167 indústrias, mais de mil empresas do comércio, prestação de serviços, transportes, autônomos e representantes comerciais. Mais de 4 mil alunos que estudam em 18 escolas, população de 19.640 mil habitantes e a geração de janeiro a dezembro de 2011 de uma arrecadação de ICMS de 10.229.658,37 milhões

## Lista de ex-prefeitos
- Gestão 1956/1959 - Tranquilo Basso - Vice-prefeito: Ângelo Ughini
- Gestão 1960/1963 - Severino Dalzotto - Vice-prefeito: Miguel Tabbal
- Gestão 1964/1968 - José Maria Vigo da Silveira - Vice-prefeito: Miguel Tabbal
- Gestão 1969/1972 - Severino Dalzotto - Vice-prefeito: Sadi Stein
- Gestão 1973/1976 - Aldino G. Lângaro - Vice-prefeito: Ardulino Lângaro
- Gestão 1977/1982 - José Maria Vigo da Silveira - Vice-prefeito: Jonhy Dorval Zoppas
- Gestão 1983/1988 - Norberto Dall´Olivo - Vice-prefeito: José Rombaldi Mânica
- Gestão 1989/1992 - Bomfilho Sebem - Vice-prefeito: Mário Antônio Maurina
- Gestão 1993/1996 - Gilberto Borgo - Vice-prefeito: Noberto Dall´Olivo
- Gestão 1997/2000 - Gilmar Sossella - Vice-prefeito: Ildo Aldino Lamb
- Gestão 2001/2004 - Gilmar Sossella - Vice-prefeito: Ildo Aldino Lamb
- Gestão 2005/2008 - Juliano Girardi - Vice-prefeito: Elso Scariot
- Gestão 2009/2012 - Seger Luiz Menegaz - Vice-prefeito: Vilmar Merotto
- Gestão 2013/2016 - Seger Luiz Menegaz - Vice-prefeito: Gilberto Oliboni
- Gestão 2017/2020 - Vilmar Merotto - Vice-prefeito: Marcos Davi Bacega
- Gestão 2021/2024 - Evanir Wolff - Vice-prefeito: Rodinei Bruel

## Localização
Tapejara localiza-se na Região Sul do Brasil, no estado do Rio Grande do Sul, sendo que neste situa-se a nordeste, na zona de relevo do planalto médio, pertencente à mesoregião nordeste do Rio Grande do Sul e microrregião geográfica de Passo Fundo (segundo IBGE).
Altitude média é de 658 m. Coordenadas de limites do município se insere: entre 52º 07’ 27” e 51º 55’ 55” de longitude oeste, e 28º 01’ 23” e 28º 07’ 24” de latitude sul.

## Geografia
Área do Município de Tapejara é de 240,1 km², sendo 94% pertencentes à zona rural, e 6% na zona urbana. O município de Tapejara é formado pela bacia Intracratônica do Paraná, durante o período terciário, era cenozóica. O seu relevo é modelado com rochas basálticas entre os períodos jurássico e cretáceo, da formação Serra-geral. Possui um relevo em patamares que corresponde a derrames basálticos sucessivos, e desta forma apresentando topografia suavemente ondulada.
A hidrografia do Município de Tapejara é classificada compreendendo a grande Bacia do Rio Uruguai, sendo hidrografia com densidade concentrada, mas apresentando rios de pequena extensão. A configuração dos leitos dos rios do município, em sua grande maioria estreitos, favorece um rápido aumento do nível das águas por ocasião das chuvas.
O município de Tapejara pertence à Bacia do Rio Apuê, que reúne todos os rios e arroios que cruzam o Município, mas antes a isso, a cidade está compreendida na Bacia do Arroio Boneto, pois este arroio recebe as águas dos demais arroios que passam pelo perímetro urbano do município.
Por estar localizado entre o território do Trópico de Capricórnio e Círculo Polar Antártico, o clima de Tapejara é temperado, sendo ainda mesotérmico e superúmido. A temperatura média anual fica em torno de 18ºC. O verão é instável, mas a temperatura varia entre 28ºC e 35ºC. O inverno é bastante frio com temperaturas mínimas variando entre 7ºC e 9°C, podendo ainda ser registrado temperaturas inferiores a 0ºC. Situado em latitudes médias, Tapejara sofre constantes invasões de frentes frias de origem polar implicando em bruscas mudanças de tempo. E com isso o Município apresenta a ocorrência de geadas, sendo em sua maior frequência no inverno. O índice pluviométrico anual é elevado, geralmente entre 1.800 a 2.000 mm.
Os solos argilosos, profundos, bem drenados, suscetíveis à erosão, ácidos, com elevados teores de alumínio e de baixa fertilidade natural, são os predominantes.
A fitogeografia original da região era caracterizada essencialmente pela floresta subtropical com araucária, típica do planalto Rio-grandense. Algumas das árvores nativas existentes no município são: Cambará, Angico, Pinheiro, Bracatinga, Cedro, Tambaúva, Tarumã, Ipê, entre outras.

## Tapejarenses Ilustres
Luana Cerezoli Dametto, conhecida como Luana Dametto (Tapejara, 22 de Novembro de 1996), é uma musicista e baterista no ramo do metal.